# União de Maricá
Grêmio Recreativo Escola de Samba União de Maricá (ou simplesmente União de Maricá) é uma escola de samba do município fluminense de Maricá, que participa do carnaval da cidade do Rio de Janeiro desde o ano de 2016.

## Fundação
A União de Maricá foi idealizada pelo então prefeito Washington Quaquá, surgindo para que se tivesse uma representante da cidade no Carnaval Carioca. Para isso, durante sessão na Câmara dos Vereadores de Maricá, no dia 26 de Maio a entidade foi criada, após a compra da vaga do Império da Praça Seca, com o objetivo de passar a desfilar na Série C. A União surgiu com o objetivo de unir antigas escolas de samba do município que desfilavam na cidade até 2008, quando os desfiles foram encerrados, devido ao fim da subvenção ao Carnaval, feita pelo próprio Washington Quaquá, ao assumir o município.
Em 27 de novembro de 2015, foi divulgada uma suposta assembleia da Praça Seca que, segundo a imprensa, "alterou sua denominação e sede", fazendo assim o procedimento conhecido no mundo do samba como "venda de CNPJ".

## História
A escola fez sua estreia na Série C no dia 8 de fevereiro de 2016, sendo a última escola a desfilar, obtendo o 4° lugar em seu primeiro desfile oficial. Conquistou seu primeiro acesso em 2018, quando foi campeã do Grupo C homenageando o centenário do Cordão da Bola Preta. Em 2023, com o enredo "Eu Sigo Nordestino", a União de Maricá conquistou o vice-campeonato geral da Série Prata vencendo o desfile de sexta-feira e obteve o inédito acesso à Série Ouro, garantindo o direito de desfilar na Marquês de Sapucaí pela primeira vez na história.
- 2024: "O Esperançar do Poeta"

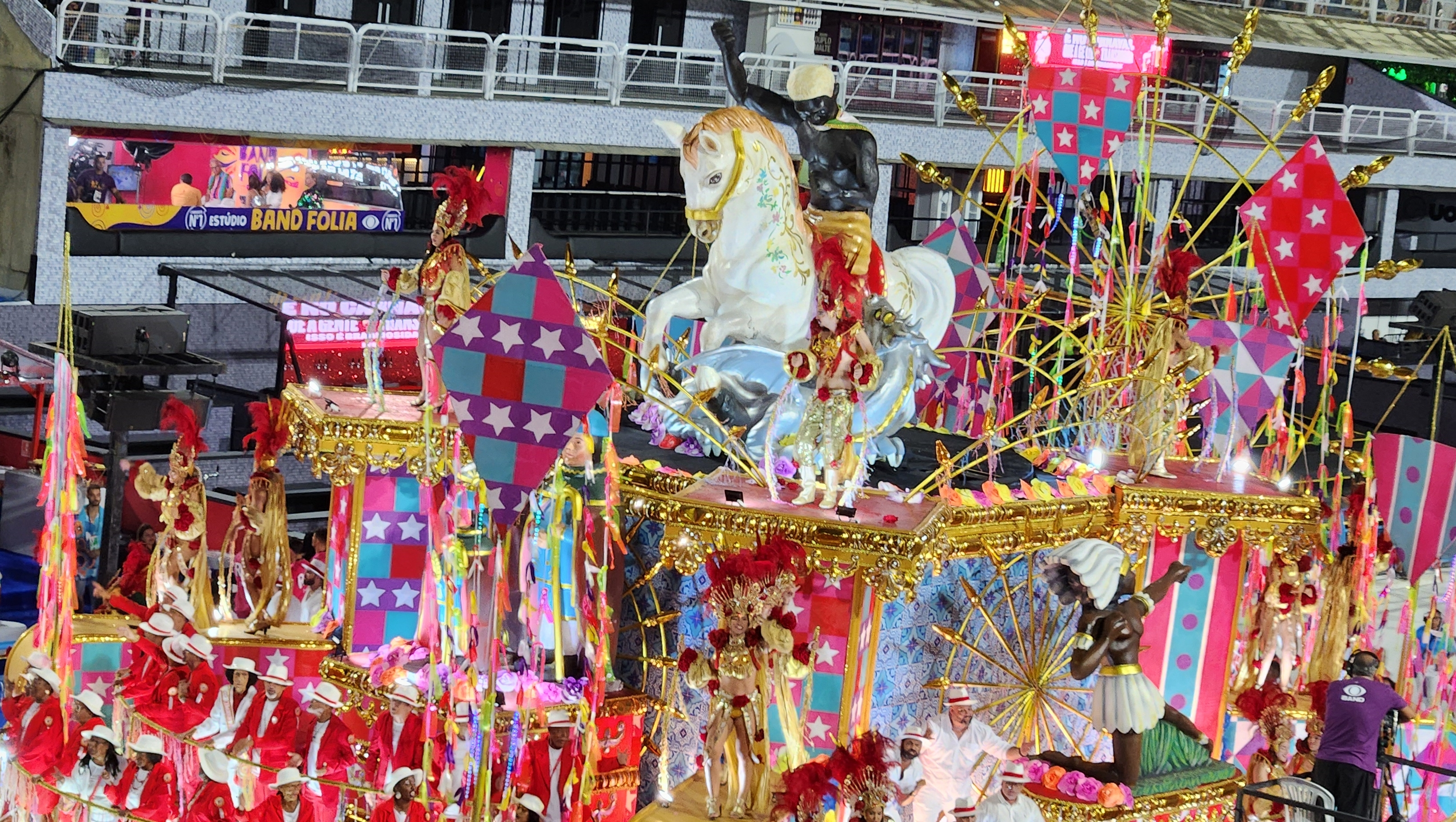
Desfile da União de Maricá em 2024

Para o carnaval de 2024, ano de sua estreia na Série Ouro e nos desfiles da Marquês de Sapucaí, a União de Maricá reformou sua equipe trazendo nomes consagrados no carnaval carioca, como o intérprete Nino do Milênio (para fazer dupla com Matheus Gaúcho, que defende a escola desde sua fundação), o diretor de carnaval Wilsinho Alves, o casal de mestre-sala e porta-bandeira Fabrício Pires e Giovanna Justo, o coreógrafo Patrick Carvalho e o carnavalesco André Rodrigues, que desenvolveu o enredo "O Esperançar do Poeta", sobre o papel social dos compositores e uma homenagem ao compositor Guará, autor de sambas como "33 – Destino de D. Pedro II" e "Sorriso Aberto". Guará foi assassinado em 1988, aos 33 anos de idade. Especialistas elogiaram o desfile da agremiação, considerando-a um dos destaques do primeiro dia da Série Ouro e destacando a força de quesitos como Bateria, Comissão de Frente, Harmonia e Samba-Enredo. No julgamento oficial do carnaval, a União de Maricá se classificou em quarto lugar, ficando a frente de escolas tradicionais como São Clemente e União da Ilha do Governador. A Comissão de Frente foi a mais premiada do ano, recebendo nove premiações. Após o desfile, André Rodrigues foi desligado da agremiação.
- 2025: "O Cavalo de Santíssimo e a Coroa do Seu 7"

Aos 28 anos de idade, Juliano Oliveira assumiu a presidência da escola. Juliano começou na agremiação como componente, foi coordenador de ala e fazia parte da diretoria. Para o carnaval de 2025, a União contratou o carnavalesco Leandro Vieira para desenvolver um enredo sobre Seu Sete da Lira, uma manifestação de Exu, que seria incorporado pela mãe-de-santo Dona Cacilda de Assis, no início da década de 1970. Em 23 de janeiro de 2025, uma reportagem publicada pelo portal do jornalista Leo Dias apontou um suposto favorecimento à escola no resultado dos desfiles da Série Ouro. No dia seguinte, a escola publicou nota negando a informação e repudiando a reportagem, afirmando ter "compromisso com a justiça e a lisura no Carnaval". Especialistas elogiaram o desfile da agremiação, apontando-a como uma das favoritas ao título. No julgamento oficial do carnaval, a União de Maricá se classificou em quinto lugar. Após o desfile, a escola anunciou a saída dos intérpretes Nino do Milênio e Bico Doce. Intérprete da agremiação desde seu primeiro desfile, em 2016, Matheus Gaúcho também foi desligado, enquanto o diretor de harmonia Júnior Cabeça deixou a escola.
Para o carnaval de 2026, a União de Maricá contratou o intérprete Zé Paulo Sierra e o diretor de harmonia Mauro Amorim, dispensados pela Mocidade Independente de Padre Miguel.

## Carnavais
| União de Maricá | União de Maricá                                 | União de Maricá                                 | União de Maricá | União de Maricá                                 | União de Maricá      |
| Ano             | Colocação                                       | Divisão                                         | Enredo | Carnavalesco                                    | Ref.                 |
| --------------- | ----------------------------------------------- | ----------------------------------------------- | --- | ----------------------------------------------- | -------------------- |
| 2016            | 4.º Lugar                                       | Série C (quarta divisão)                        | "Evolução da Vida através da Visão de Darwin" (Compositores do samba: Dominguinhos do Estácio, Gilberto Gomes, Marcinho Família, Renatinho da Oficina, Arthur Miguel, Sérgio Joca e Carlão do Caranguejo) | Luciano Moreira                                 | [ 2 ] [ 14 ] [ 15 ]  |
| 2017            | 9.º Lugar                                       | Série C (quarta divisão)                        | "Mistérios da Meia-Noite" (Compositores do samba: Wagner Mariano e João Gabriel Vidal) | Arthur Reiy e Renato Figueiredo                 | [ 16 ] [ 17 ]        |
| 2018            | Campeã (Promovida)                              | Série C (quarta divisão)                        | "100Sacional! Um Maxixetico e Rebolativo Baile" (Compositores do samba: Pedro Cassa, Gilmar Nogueira, Douglas, Diogo Nolasco e Natal)                                                                     | Renato Figueiredo                               | [ 18 ] [ 19 ]        |
| 2019            | 4.º Lugar                                       | Série B (terceira divisão)                      | "Nelson Gonçalves - O Autorretrato do Rei do Rádio" (Compositores do samba: Pedro Cassa, Wagner Mariano, JotaPê, J. Vidal, Roberto Cardoso, Gilmar Nogueira, Natal e Pedrinho)                            | Renato Figueiredo                               | [ 1 ]                |
| 2020            | 13.º Lugar                                      | Especial da Intendente (terceira divisão)       | "Nos Tempos Idos" (Compositores do samba: Jotapê, Pedro Cassa, João Vidal, Roberto Cardoso, Gilmar Nogueira, Delson Patrício, Natal e Pedrinho. Participação Especial: Jô Borges)                         | Renato Figueiredo                               | [ 20 ] [ 21 ] [ 22 ] |
| 2021            | Não houve desfile devido a pandemia de Covid-19 | Não houve desfile devido a pandemia de Covid-19 | Não houve desfile devido a pandemia de Covid-19 | Não houve desfile devido a pandemia de Covid-19 | [ 23 ]               |
| 2022            | 3.º Lugar                                       | Série Prata (Sábado) (terceira divisão)         | "A Revolução pela Alegria... Uma Ópera Popular" (Compositores do samba: Alexandre Valle, Paulo Bispo, Gigi da Estiva e Phabbio Salvat)                                                                    | Renato Figueiredo                               | [ 24 ] [ 25 ]        |
| 2023            | Vice-campeã (Promovida)                         | Série Prata (terceira divisão)                  | "Eu Sigo Nordestino" (Compositores do samba: Jotapê, João Vidal, Wagner Mariano, Gigi da Estiva e Rafael Caçula)                                                                                          | Renato Figueiredo                               | [ 26 ]               |
| 2024            | 4.º Lugar                                       | Série Ouro (segunda divisão)                    | "O Esperançar do Poeta" (Compositores do samba: Rafael Gigante, Vinicius Ferreira, Junior Fionda, Camarão Neto, Victor do Chapéu, Jefferson Oliveira, Marquinho Abaeté e André do Posto 7)                | André Rodrigues                                 | [ 27 ]               |
| 2025            | 5.º Lugar                                       | Série Ouro (segunda divisão)                    | "O Cavalo de Santíssimo e a Coroa do Seu 7" (Compositores do samba: Wanderley Monteiro, Rafael Gigante, João Vidal, Vinicius Ferreira, Jefferson Oliveira, Miguel Dibo, Hélio Porto e André do Posto 7)   | Leandro Vieira                                  | [ 8 ] [ 28 ]         |
| 2026            |                                                 | Série Ouro (segunda divisão)                    | "Berenguendéns e Balangandãs" | Leandro Vieira                                  | [ 29 ]               |

## Títulos
| Títulos da União de Maricá | Títulos da União de Maricá | Títulos da União de Maricá |
| -------------------------- | -------------------------- | -------------------------- |
| Grupo / Divisão            | Títulos                    | Carnavais                  |
| Quarta Divisão             | 1                          | 2018                       |

## Segmentos

### Presidentes
| Presidentes       | Período       | Ref.         |
| ----------------- | ------------- | ------------ |
| Mauro Alemão      | Fundação      | [ 16 ] [ 2 ] |
| Edmundo de Aquino | 2021-2022     | [ 25 ]       |
| Tadeu Marinho     | 2022-2024     | [ 30 ]       |
| Juliano Oliveira  | 2024-presente | [ 7 ]        |

### Intérpretes

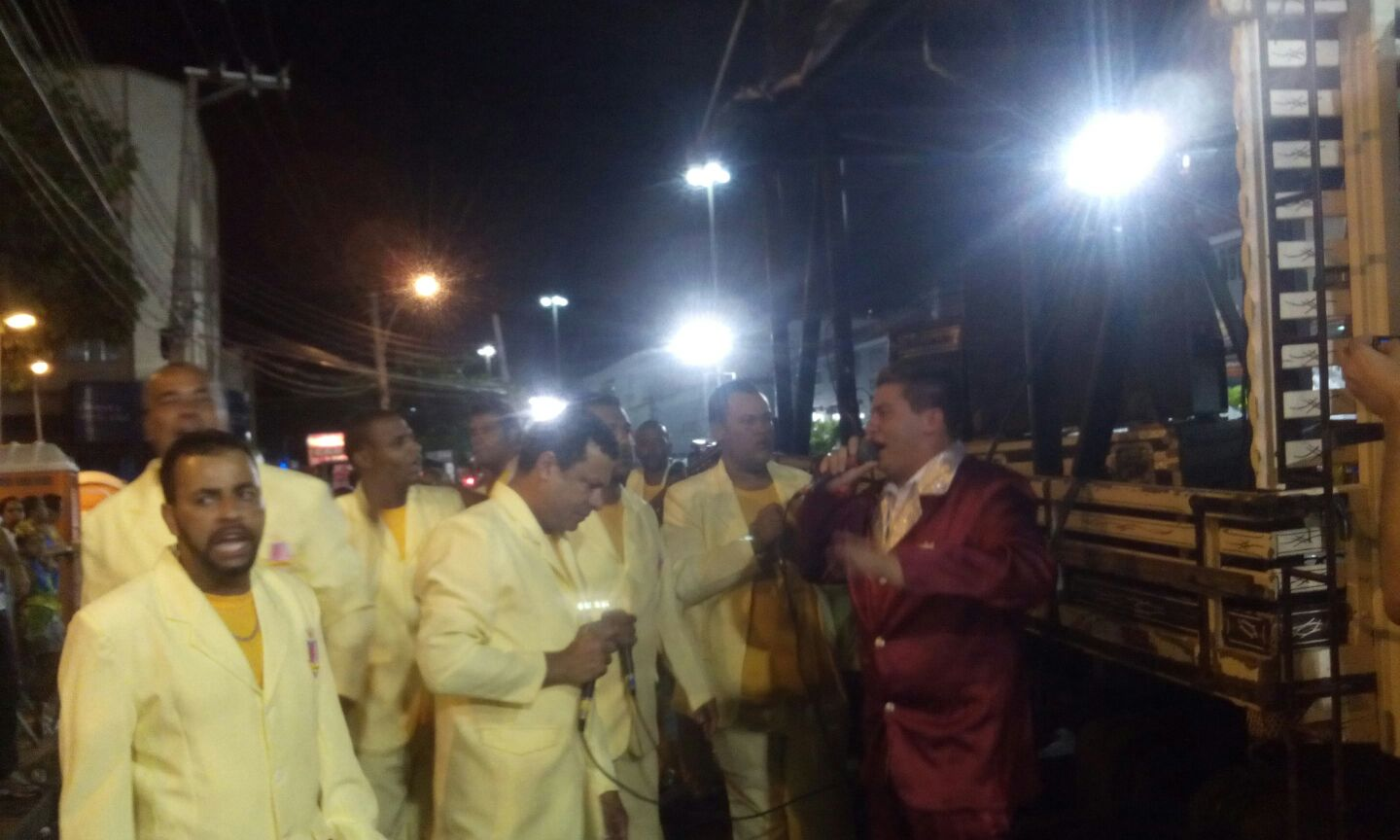
Cantores da escola em 2016

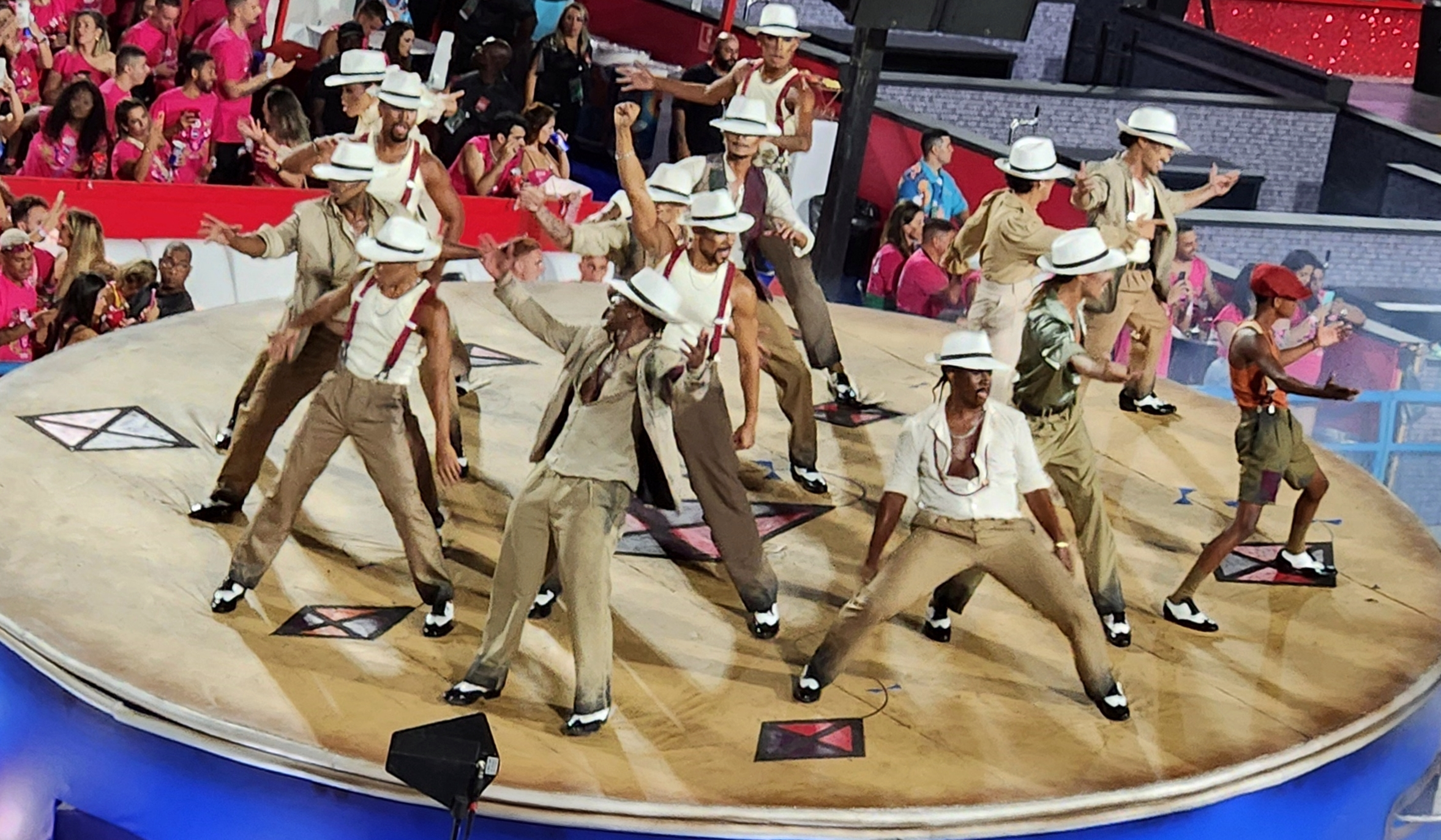
Comissão de Frente da União de Maricá em 2024, vencedora de nove premiações.

| Intérpretes                                 | Carnavais     | Ref.   |
| ------------------------------------------- | ------------- | ------ |
| Matheus Gaúcho                              | 2016–2020     | [ 16 ] |
| Matheus Gaúcho e Ito Melodia                | 2022–2023     | [ 31 ] |
| Matheus Gaúcho e Nino do Milênio            | 2024          | [ 32 ] |
| Matheus Gaúcho, Nino do Milênio e Bico Doce | 2025          | [ 33 ] |
| Zé Paulo Sierra                             | 2026-presente | [ 34 ] |

### Comissão de Frente
| Coreógrafos(as)                   | Carnavais     | Ref.   |
| --------------------------------- | ------------- | ------ |
| Leandro da Silva e Renata Monnier | 2016-2017     |        |
| Day Fersa                         | 2018-2023     | [ 22 ] |
| Patrick Carvalho                  | 2024-presente | [ 35 ] |

### Mestre-Sala e Porta-Bandeira

#### Primeiro casal
| Primeiro casal                  | Carnavais     | Ref.          |
| ------------------------------- | ------------- | ------------- |
| Márcio Guedes e Roberta Machado | 2016-2017     | [ 36 ] [ 19 ] |
| Márcio Guedes e Sthefanny Silva | 2019          | [ 37 ]        |
| Johny Matos e Sthefanny Silva   | 2020-2023     | [ 22 ] [ 25 ] |
| Fabricio Pires e Giovanna Justo | 2024-presente | [ 38 ]        |

### Bateria

#### Mestres
| Diretores de bateria | Carnavais     | Ref.          |
| -------------------- | ------------- | ------------- |
| Armando Guilherme    | 2016-2020     | [ 15 ] [ 17 ] |
| Paulinho Steves      | 2022-presente |               |

#### Rainhas
| Rainhas de bateria  | Carnavais     | Ref.          |
| ------------------- | ------------- | ------------- |
| Duda Jantorno       | 2016-2017     | [ 39 ] [ 40 ] |
| Arethusa Montenegro | 2018          | [ 41 ]        |
| Carol Sales         | 2019          | [ 37 ]        |
| Rayane Dumont       | 2020-presente | [ 42 ]        |

### Direção de Carnaval
| Diretores de carnaval               | Carnavais | Ref.          |
| ----------------------------------- | --------- | ------------- |
| Comissão de Carnaval                | 2016-2017 | [ 15 ] [ 17 ] |
| Henrique Cabral e Renato Figueiredo | 2018-2020 | [ 2 ] [ 19 ]  |
| Henrique Cabral e Marcelo do Rap    | 2022      | [ 43 ]        |
| Wilsinho Alves                      | 2024      | [ 44 ]        |

### Direção de Harmonia
| Diretores de harmonia | Carnavais     | Ref.         |
| --------------------- | ------------- | ------------ |
| Comissão de harmonia  | 2016-2020     | [ 2 ] [ 19 ] |
| Cosme Márcio          | 2022-2023     | [ 45 ]       |
| Junior Cabeça         | 2024-2025     |              |
| Mauro Amorim          | 2026-presente | [ 46 ]       |